# Dirección General de Cooperación Jurídica Internacional
La Dirección General de Cooperación Jurídica Internacional de España, es el órgano directivo del Ministerio de la Presidencia, Justicia y Relaciones con las Cortes, adscrito a la Secretaría de Estado de Justicia, que ejerce las funciones relativas a la cooperación jurídica internacional civil y penal, la gestión de la participación del Ministerio en los organismos internacionales y de la Unión Europea, asistiendo al Ministerio de Asuntos Exteriores, Unión Europea y Cooperación cuando sea necesario.
Asimismo, asume directamente la negociación y participación en proyectos de cooperación al desarrollo que afecten al sector justicia en colaboración con otras instituciones del ámbito de la Justicia, dentro de las líneas marcadas por el Plan Director de la Cooperación Española, así como la coordinación de la negociación y ejecución de los acuerdos internacionales no normativos que afecten a este Departamento.

## Historia
Las primeras iniciativas en torno a la Cooperación Jurídica Internacional se llevan a cabo en 1968, cuando el nuevo reglamento orgánico del Ministerio establece un Gabinete dedicado a estas funciones. En 1977 se crea la Comisión de Cooperación Jurídica Internacional presidida por el subsecretario de Asuntos Exteriores y en 1983 se creó una comisión con la misma denominación dentro del Ministerio y presidida por el Ministro de Justicia que fue suprimida en 1989. Desde 1985 las competencias en cooperación jurídica internacional fueron delegadas en la Subsecretaría de Justicia y se desarrollaban a través de la Secretaría General Técnica.
La primera vez que las funciones sobre cooperación jurídica internacional tuvieron rango de dirección general serían en el periodo 1994-1996 cuando se creó la Dirección General de Codificación y Cooperación Jurídica Internacional que asumía las competencias propias de cooperación jurídica y las referentes a la codificación de la legislación. Con otra denominación se volvió a recuperar la dirección general en el año 2000 con las mismas funciones de elaboración de los proyectos legislativos del Departamento, así como la cooperación jurídica internacional.
Finalmente en 2004 se adquiere la denominación de Dirección General de Cooperación Jurídica Internacional centrándose únicamente en las competencias de su ámbito. Desde abril a septiembre de 2010 la dirección estuvo suprimida pero se recuperó en septiembre fusionándola con la Dirección General de Relaciones con las Confesiones que asumía competencias religiosas.
A partir de 2018 adquirió una nueva denominación con el objetivo de potenciar la defensa de los derechos humanos en el ámbito internacional. Fue renombrada de nuevo en 2020, perdiendo de su nomenclatura las «Relaciones con las Confesiones», puesto que estas funciones fueron asumidas por la Subsecretaría de la Presidencia. Igualmente, la Subdirección General para los Asuntos de Justicia en la Unión Europea y Organismos Internacionales potenció sus funciones en relación con los derechos humanos, incluyendo el término en su denominación.
En 2024 perdió estas funciones sobre los derechos humanos, que se transfirieron a la Secretaría de Estado de Relaciones con las Cortes.

### Denominaciones
- Dirección General de Codificación y Cooperación Jurídica Internacional (1994-1996)
- Dirección General de Política Legislativa y Cooperación Jurídica Internacional (2000-2004)
- Dirección General de Cooperación Jurídica Internacional (2004-2010; 2024-)
- Dirección General de Cooperación Jurídica Internacional y Relaciones con las Confesiones (2010-2018)
- Dirección General de Cooperación Jurídica Internacional, Relaciones con las Confesiones y Derechos Humanos (2018-2020)
- Dirección General de Cooperación Jurídica Internacional y Derechos Humanos (2020-2024)

## Estructura y funciones
Las funciones de la dirección general, en su mayoría, son ejercidas por sus órganos directivos:
- La Subdirección General de Cooperación Jurídica Internacional, a la que corresponde el ejercicio de las funciones relativas al estudio y tramitación de los expedientes resultado de la ejecución y aplicación de los convenios y tratados internacionales en materia de extradiciones, traslado de personas condenadas, auxilio judicial internacional civil y penal, sustracción de menores, alimentos, información de derecho extranjero y asistencia jurídica gratuita, así como de aquellos otros tratados o convenios en cuya aplicación o ejecución el Ministerio de Justicia asuma la condición de autoridad central; la asistencia que deba prestar el Ministerio de Justicia al Ministerio de Asuntos Exteriores, Unión Europea y Cooperación en la elaboración o actualización de convenios y tratados internacionales referentes a las materias relacionadas en el párrafo anterior; ostentar la condición de autoridad española encargada de verificar la autenticidad y extender la fórmula ejecutoria de las resoluciones definitivas emanadas de la Oficina de Propiedad Intelectual de la Unión Europea, por las que se fijen las cuantías de los gastos del procedimiento; notificar a la Comisión Europea las resoluciones de autorización o denegación de transferencias internacionales de datos dictadas por la Agencia Española de Protección de Datos; y actuar como autoridad de información a los efectos del Reglamento europeo 655/2014 por el que se establece el procedimiento relativo a la orden europea de retención de cuentas a fin de simplificar el cobro transfronterizo de deudas en materia civil y mercantil.
- La Subdirección General para los Asuntos de Justicia en la Unión Europea y Organismos Internacionales, que asume la organización de la participación de los representantes del Ministerio de Justicia en los organismos y programas internacionales; la organización de la participación de los representantes del Ministerio en los grupos y comités del Consejo de Justicia y Asuntos de Interior de la Unión Europea; la asistencia al Ministerio de Asuntos Exteriores en los trabajos de los órganos subsidiarios, comités y grupos de trabajo de Naciones Unidas, del Consejo de Europa y de la OCDE.

## Titulares
Corresponde al titular de la Dirección General de Cooperación Jurídica Internacional la representación del Ministerio en la Comisión Interministerial de Asilo y Refugio (CIAR), órgano colegiado adscrito al Ministerio de Interior. Éstos han sido los directores generales:
- Juan Luis Ibarra Robles (1994-1996)
- Francisco Bueno Arús (2000-2001)
- Tomás González Cueto (2001-2002)
- José Manuel Gutiérrez Delgado (2002-2003)
- Félix Fernández-Shaw Toda (2003-2004)
- José Antonio Bordallo Huidobro (2004-2005)
- Cristina Latorre Sancho (2005-2008)
- María Aurora Mejía Errasquín (2008-2012)[14][15]
- Ángel José Llorente Fernández de la Reguera (2012-2014)[16][17]
- Javier Herrera García-Canturri (2014-2018)[18][19]
- Ana Gallego Torres (2018-2021)[20]
- Elsa García-Maltrás de Blas (2021-2023)[21]
- David Vilas Álvarez (2023-2024)[22]
- Eva María Pérez Martínez (2024-presente)[23]